# Cindy Coleoni
Cindy Coleoni Ferrari (7 de agosto de 1992; Córdoba, Argentina) es una actriz y cantante argentina. Conocida por haber protagonizado como "Cindy Valenti" la telenovela juvenil de Mega Decibel 110.

## Carrera
En abril de 2011, Coleoni empezó con el rodaje de Decibel 110, una telenovela que estaba centrada en un grupo de universitarios que se unen para formar una banda musical, de la cual la protagonista fue ella.
Ella interpretó en la producción dramática a una trasandina también, “Cindy Valenti”, la cual tras la muerte de su madre de cáncer en el país vecino y las constantes peleas con su hermana mayor, llega a Chile con el fin de encontrar a su padre, un chileno que vivió un romance con su progenitora en Mar del Plata en el verano de 1993. Además, vivió un triángulo amoroso en el que fue disputada por “Francisco Ortúzar” (Francisco Gormaz) y “Javier Cintolesi” (Javier Castillo).
Respecto a su rol protagónico en esta teleserie, Cindy Coleoni señala que “esto es un sueño hecho realidad para mí, en Argentina yo pensaba si alguna vez iba a tener la oportunidad de algo tan grande, así que estoy súper agradecida con Chile, en donde me salió todo esto”.
Coleoni terminó en 2010 sus estudios en el colegio y, según contó Gonzalo Ledezma, director de actores de Decibel 110, ella hace un tiempo había hecho casting para el canal y cuando apareció el proyecto de esta telenovela juvenil, se acordaron de Cindy, ya que “tenía que ser ella”, sencillamente calzaba con la historia y el personaje. Es así como esta nueva figura de Mega dejó su ciudad, Córdoba, para venirse a Chile a trabajar, país en donde vive desde hace algunos años su hermana mayor, Mara Coleoni, modelo y quien fue parte del programa Yingo, de Chilevisión, por lo que para Cindy este territorio no era tan extraño y lejano.
Coleoni también calza con el perfil musical que Mega buscaba para los integrantes de esta teleserie, ya que Cindy es cantante y toca guitarra y algo de percusión, sobre lo que el director de actores declara que “ella tiene un nicho potente en la música y posee una voz maravillosa”.
El 21 de agosto de 2012, ingresa al programa juvenil de Chilevisión Yingo, en el cual participó hasta el 3 de septiembre de 2012.
El 4 de septiembre de 2012, ingresa al programa de TVN Calle 7, el cual ya cuenta con la participación de su hermano, Bruno Coleoni, quedando en equipos contrarios.

## Filmografía
| Televisión | Televisión  | Televisión    | Televisión                            |
| Año        | Título      | Personaje     | Notas                                 |
| ---------- | ----------- | ------------- | ------------------------------------- |
| 2011-2012  | Decibel 110 | Cindy Valenti | Protagonista; Telenovela de Mega      |
| 2012       | Yingo       | Ella misma    | Participante; Programa de Chilevisión |
| 2012       | Calle 7     | Ella misma    | Participante; Programa de TVN         |

## Discografía
- 2012: Decibel 110